# Lehrensteinsfeld
Lehrensteinsfeld è un comune tedesco di 2 102 abitanti, situato nel land del Baden-Württemberg.